# Episodi di Cold Case - Delitti irrisolti (sesta stagione)
La sesta stagione della serie televisiva Cold Case - Delitti irrisolti, formata da 23 episodi, è stata trasmessa negli Stati Uniti sul canale CBS dal 28 settembre 2008 al 10 maggio 2009.
In Italia è andata in onda su Rai 2 dal 12 settembre al 21 novembre 2009.
| nº | Titolo originale       | Titolo italiano                              | Prima TV USA      | Prima TV Italia   |
| -- | ---------------------- | -------------------------------------------- | ----------------- | ----------------- |
| 1  | Glory Days             | Giorni di gloria                             | 28 settembre 2008 | 12 settembre 2009 |
| 2  | True Calling           | Una insegnante speciale                      | 5 ottobre 2008    | 12 settembre 2009 |
| 3  | Wednesday's Women      | Le scuole della libertà                      | 12 ottobre 2008   | 19 settembre 2009 |
| 4  | Roller Girl            | Pattini a rotelle                            | 19 ottobre 2008   | 19 settembre 2009 |
| 5  | Shore Leave            | Libera uscita                                | 26 ottobre 2008   | 26 settembre 2009 |
| 6  | The Dealer             | Il venditore                                 | 2 novembre 2008   | 26 settembre 2009 |
| 7  | One Small Step         | I ragazzi razzo                              | 9 novembre 2008   | 3 ottobre 2009    |
| 8  | Triple Threat          | È nata una stella                            | 16 novembre 2008  | 3 ottobre 2009    |
| 9  | Pin Up Girl            | Pin Up Girl                                  | 23 novembre 2008  | 10 ottobre 2009   |
| 10 | Street Money           | Il candidato                                 | 30 novembre 2008  | 10 ottobre 2009   |
| 11 | Wings                  | Ali spezzate                                 | 21 dicembre 2008  | 13 ottobre 2009   |
| 12 | Lotto Fever            | Jackpot favoloso                             | 4 gennaio 2009    | 17 ottobre 2009   |
| 13 | Breaking News          | Ultime notizie                               | 11 gennaio 2009   | 24 ottobre 2009   |
| 14 | The Brush Man          | Segreti e bugie                              | 25 gennaio 2009   | 24 ottobre 2009   |
| 15 | Witness Protection     | Vite sospese                                 | 15 febbraio 2009  | 31 ottobre 2009   |
| 16 | Jackals                | I Jackals                                    | 8 marzo 2009      | 31 ottobre 2009   |
| 17 | Officer Down           | Follia metropolitana                         | 15 marzo 2009     | 6 novembre 2009   |
| 18 | Mind Games             | Giochi della mente                           | 22 marzo 2009     | 7 novembre 2009   |
| 19 | Libertyville           | Libertyville                                 | 29 marzo 2009     | 7 novembre 2009   |
| 20 | Stealing Home          | Fuga da Cuba                                 | 12 aprile 2009    | 14 novembre 2009  |
| 21 | November 22nd          | 22 novembre                                  | 26 aprile 2009    | 14 novembre 2009  |
| 22 | The Long Blue Line (1) | La sottile linea blu (Prima e seconda parte) | 3 maggio 2009     | 21 novembre 2009  |
| 23 | Into the Blue (2)      | La sottile linea blu (Prima e seconda parte) | 10 maggio 2009    | 21 novembre 2009  |

## Giorni di gloria
- Titolo originale: Glory Days
- Diretto da: Roxann Dawson
- Scritto da: Gavin Harris

### Trama
La squadra riapre, dietro richiesta di un vecchio amico del detective Jeffries, un caso del 1973: l'omicidio di un giocatore di football americano. Scoprono così che l'omicidio è avvenuto più tardi di quanto allora pensarono.
- Il colpevole dell'omicidio era l'ex allenatore della sua squadra, l'aveva ucciso perché era stato accusato di aver fatto dopare tutta la squadra.
- Il compagno di squadra della vittima lo vede al campo da football e si scambiano un sorriso.
- Liberamente basato sulle vicende giudiziarie del 1963 dei San Diego Chargers, squadra di football americano.
  - Canzone iniziale: Takin' Care of Business dei Bachman-Turner Overdrive
  - Canzone finale: Reelin' in the Years degli Steely Dan

## Una insegnante speciale
- Titolo originale: True Calling
- Diretto da: Paris Barclay
- Scritto da: Christopher Silber

### Trama
La squadra riapre un caso del 1991, quando in una vecchia scrivania vengono ritrovate le chiavi della macchina di una giovane insegnante di una scuola superiore cittadina che si pensava fosse stata uccisa durante un furto d'auto andato male.
- Il colpevole dell'omicidio è il collega della vittima, l'aveva uccisa perché voleva farlo licenziare a causa dello spaccio di droga.
- Uno degli studenti della vittima la vede guardarlo mentre studia per il GED.
- Quest'episodio è basato sul romanzo di Bel Kaufman Up the Down Staircase.
- Quest'episodio è ispirato al film del 2007 Freedom Writers.
  - Canzone iniziale: Right Here, Right Now di Jesus Jones
  - Canzone finale: Half a World Away dei R.E.M.

## Le scuole della libertà
- Titolo originale: Wednesday's Women
- Diretto da: John Finn
- Scritto da: Erica Shelton

### Trama
La squadra riceve nuove prove su un caso del 1964 che la porta in Mississippi ad indagare sull'omicidio di una venditrice porta a porta avvenuto durante la Freedom Summer.
- Il colpevole dell'omicidio è un membro del Ku Klux Klan, l'ha uccisa perché stava aiutando gli afroamericani a frequentare le loro scuole.
- Le amiche della vittima la vedono mentre sono riunite nel luogo del suo assassinio.
- Liberamente ispirato alla morte di Viola Liuzzo.
  - Canzone iniziale: You Really Got Me dei The Kinks
  - Canzone finale: This Little Light of Mine di Tracie Thoms

## Pattini a rotelle
- Titolo originale: Roller Girl
- Diretto da: Holly Dale
- Scritto da: Elle Triedman

### Trama
La squadra riapre un caso del 1978 quando un condannato, per ottenere una pena più mite, rivela nuove informazioni riguardanti la morte di una giovane pattinatrice a rotelle che venne rinvenuta in un burrone.
- Il colpevole della morte della ragazza è il suo amico, che l'aveva spinta accidentalmente dopo averla baciata.
- Lilly vede la vittima sulla pista di pattinaggio in cui si recava di solito.
- Liberamente ispirato al film del 1979, Roller Boogie.
  - Canzone iniziale: September degli Earth, Wind & Fire
  - Canzone finale: Sentimental Lady di Bob Welch

## Libera uscita
- Titolo originale: Shore Leave
- Diretto da: Alex Zakrzewski
- Scritto da: Elwood Reid

### Trama
Dopo il ritrovamento di alcuni resti umani e di una medaglietta all'interno di un vecchio barile di gasolio, la squadra scopre che i resti sono di un marine scomparso dopo il suo ultimo giorno di licenza nel 1951.
- Il colpevole dell'omicidio del marine è il suo sergente, l'ha ucciso perché la vittima voleva riabilitare il nome di un compagno ingiustamente accusato di furto dallo stesso sergente.
- La ragazza della vittima lo vede al molo dove avrebbero dovuto incontrarsi.
  - Canzone iniziale: Sound Off di Vaughan Monroe
  - Canzone finale: Taps di Daniel Butterfield nell'arrangiamento New Age degli O'Neill Brothers.

## Il venditore
- Titolo originale: The Dealer
- Diretto da: Chris Fisher
- Scritto da: Greg Plageman

### Trama
Dopo il ritrovamento dei resti all'interno del baule di una macchina, la squadra scopre che i resti sono di una madre single scomparsa nel 1981. Ben presto scoprono che potrebbe essere coinvolta in operazioni poco chiare dell'autosalone in cui lavorava.
- Il colpevole dell'omicidio della donna è il suo collega, l'aveva uccisa perché invidioso del suo successo come venditrice di auto mentre la carriera di lui era sempre più in declino.
- La figlia della vittima vede la madre all'interno del bar in cui lavora.
  - Canzone iniziale: The Stroke di Billy Squier
  - Canzone finale: Who's Cryin' Now dei Journey

## I ragazzi razzo
- Titolo originale: One Small Step
- Diretto da: David Von Ancken
- Scritto da: Taylor Elmore

### Trama
In seguito al ritrovamento lungo un fiume di un razzo giocattolo, la squadra riapre il caso di un dodicenne il cui corpo venne rinvenuto in quello stesso fiume il giorno in cui ci fu l'allunaggio dell'Apollo 11 nel 1969.
- Il colpevole dell'omicidio è il suo amico che non voleva essere visto come un vigliacco.
- Il detective in pensione che seguì il caso vede la vittima sul luogo del crimine.
  - Canzone iniziale: Bad Moon Rising dei Creedence Clearwater Revival
  - Canzone finale: A Whiter Shade of Pale dei Procol Harum

## È nata una stella
- Titolo originale: Triple Threat
- Diretto da: Kevin Bray
- Scritto da: Kathy Ebel

### Trama
La squadra riesamina il caso dell'assassinio, avvenuto nel 1989, di una giovane cantante d'opera russa quando il fratello recupera per strada da uno sconosciuto la borsa appartenuta alla sorella.
- Il colpevole dell'omicidio è la sua insegnante di canto, perché intendeva avvelenarsi a causa di una delusione amorosa causata involontariamente dalla vittima; la ragazza, però, arrivò a farle visita per farle sentire l'audiocassetta appena registrata e la donna le diede il tè avvelenato.
- La vittima viene vista dal padre.
  - Canzone iniziale: L'amour est un oiseau rebelle (anche nota come Habanera), tratta dall'opera Carmen di Georges Bizet
  - Canzone finale: True Colors di Cyndi Lauper

## Pin Up Girl
- Titolo originale: Pin Up Girl
- Diretto da: Chris Fisher
- Scritto da: Gavin Harris

### Trama
La squadra riapre un caso di una famosa pin-up uccisa nel 1953 grazie ad una foto, consegnata da un fan, che rivela ulteriori dettagli riguardanti la notte in cui è avvenuto l'omicidio.
- Il colpevole dell'omicidio è la sua amica, l'aveva uccisa perché il suo fotografo finse di volere lei solo per ottenere l'autografo della vittima.
- Il manager della vittima la vede all'interno della camera oscura mentre è intento a sviluppare una sua foto.
- Prima apparizione per Tania Raymonde nel ruolo di Frankie Rafferty.
  - Canzone iniziale: Look at That Girl di Guy Mitchell
  - Canzone finale: Can't I di Nat King Cole

## Il candidato
- Titolo originale: Street Money
- Diretto da: Carlos Avila
- Scritto da: Christopher Silber

### Trama
Quando un detenuto scambia delle informazioni ottenute in carcere su un omicidio del 2005, la squadra riapre il caso di un politico afroamericano che aveva promesso alla gente del quartiere in cui era cresciuto di sbarazzarsi degli spacciatori che si approfittavano dei ragazzi.
- Il colpevole dell'omicidio è il suo sostenitore, l'aveva ucciso perché l'ha accusato di essere d'accordo con un altro candidato.
- L'amico della vittima lo vede sorridere mentre sta installando un nuovo canestro per il quartiere.
- Prima apparizione per Jonathan LaPaglia nel ruolo del procuratore distrettuale Curtis Bell.
  - Canzone iniziale: Gone di Kanye West
  - Canzone finale: Hands of Time dei Groove Armada

## Ali spezzate
- Titolo originale: Wings
- Diretto da: David Von Ancken
- Scritto da: Jennifer Johnson

### Trama
La squadra viene a conoscenza del rinvenimento di alcuni resti fra le macerie di un vecchio hotel, che identifica con un'assistente di volo scomparsa nel 1960. Durante le indagini scoprono che la vittima stava cercando di creare un sindacato autonomo per le hostess.
- Il colpevole dell'omicidio è una sua collega, l'ha uccisa perché nella sua lotta per la parità aveva fatto licenziare il comandante di volo.
- Il fidanzato della vittima la vede all'interno di un hangar.
- Le musiche di questo episodio sono di Frank Sinatra.
  - Canzone iniziale: Come Fly with Me di Frank Sinatra
  - Canzone finale: Someone to Watch Over Me di Frank Sinatra

## Jackpot favoloso
- Titolo originale: Lotto Fever
- Diretto da: Agnieszka Holland
- Scritto da: John Brian King

### Trama
In seguito all'accesso al conto corrente di un meccanico che aveva vinto alla lotteria, la squadra riapre il caso del suo omicidio avvenuto nel 2007.
- I colpevoli dell'omicidio sono la sorella e il cognato, l'hanno ucciso per i soldi vinti alla lotteria.
- Un'amica della vittima lo vede all'interno dell'autofficina in cui lavorava.
  - Canzone iniziale: The Underdog degli Spoon
  - Canzone finale: On the Way Back Home dei Lucero

## Ultime notizie
- Titolo originale: Breaking News
- Diretto da: Holly Dale
- Scritto da: Erica Shelton

### Trama
Il caso dell'uccisione di una giornalista televisiva, avvenuta nel 1988, viene riaperto dalla squadra dopo che è stato determinato che è stata uccisa prima che fosse in grado di svelare uno scandalo riguardante le condizioni di lavoro degli operai di una fabbrica.
- Il colpevole dell'omicidio è il suo capo, l'aveva uccisa perché voleva che la storia dello scandalo della fabbrica non venisse fuori.
- La vittima viene vista da un impiegato della ditta che aveva cercato di aiutare.
  - Canzone iniziale: Simply Irresistible di Robert Palmer
  - Canzone finale: Shout dei Tears for Fears

## Segreti e bugie
- Titolo originale: The Brush Man
- Diretto da: Roxann Reid
- Scritto da: Elwood Reid

### Trama
In seguito al ritrovamento di resti umani sul fondo di uno stagno prosciugato la squadra riapre un caso del 1967 riguardante l'omicidio di un venditore porta a porta molto conosciuto nel quartiere.
- Il colpevole dell'omicidio è uno dei suoi clienti, l'aveva ucciso per mantenere il segreto sulla sua omosessualità e le violenze fisiche su moglie e figlio.
- La vittima viene vista mentre cammina per strada dalla famiglia che aveva cercato di aiutare mentre si riunisce.
- Le musiche dell'episodio sono dei The Velvet Underground.
  - Canzone iniziale: I'll Be Your Mirror dei The Velvet Underground
  - Canzone finale: Pale Blue Eyes dei The Velvet Underground

## Vite sospese
- Titolo originale: Witness Protection
- Diretto da: Alex Zakrzewski
- Scritto da: Elle Triedman

### Trama
La squadra riapre un caso del 2008 riguardante l'uccisione di un uomo che si trovava nel programma di protezione testimoni, allorché la vedova si presenta dalla polizia per denunciare la scomparsa del loro figlio.
- Il colpevole dell'omicidio è un'ex mafioso, l'aveva ucciso per mettere a tacere la relazione tra i loro figli.
- La famiglia della vittima vede la vittima sulla spiaggia che gli sorride.
  - Canzone iniziale: non presente
  - Canzone finale: Until the Day Is Done dei R.E.M.

## I Jackals
- Titolo originale: Jackals
- Diretto da: Marcos Siega
- Scritto da: Taylor Elmore

### Trama
La squadra riapre il caso di una ragazza assassinata nel 1976 e scopre che era coinvolta con una nota gang di motociclisti poco prima della sua morte.
- I colpevoli dell'omicidio sono il ragazzo della vittima e il capo ribelle della gang, il primo costretto a tradirla e il secondo esecutore materiale.
- Il padre della vittima la vede mentre depone dei fiori sul luogo in cui è morta.
  - Canzone iniziale: Magic Man degli Heart
  - Canzone finale: Simple Man dei Lynyrd Skynyrd

## Follia metropolitana
- Titolo originale: Officer Down
- Diretto da: Alex Zakrewski
- Scritto da: Christopher Silber

### Trama
La rapina al minimarket, nel 2009, porta al ferimento di Jeffries e alla morte del suo amico cassiere. Il resto della squadra scopre che Jeffries era al minimarket per cercare un suo amico.
- Il colpevole del ferimento di Jeffries e dell'omicidio del cassiere è il fratello del ragazzo, l'ha ucciso perché suo fratello maggiore si era riconciliato con quest'ultimo; quello dell'omicidio del fratello del ragazzo, invece, era l'amico del cassiere ed è stato ucciso per vendicare l'uomo.
- Jeffries, amico della vittima, lo vede al capezzale della stanza dell'ospedale.
  - Canzone iniziale: I Wish It Would Rain dei The Temptations
  - Canzone finale: The Judgement di Solomon Burke

## Giochi della mente
- Titolo originale: Mind Games
- Diretto da: Donald Thorin Jr.
- Scritto da: Gavin Harris

### Trama
Un ex coinquilino ed amico di uno dei pazienti di una psichiatra trovata morta nel suo appartamento nel 2004, trova , dopo aver visto il suo amico in un parco che però vedendolo scappa, il suo taccuino in cui viene descritto un incendio che sembra parlare della morte della dottoressa e questo porta la squadra ad investigare sull'omicidio. Il caso si rivela più complicato da risolvere in quanto il sospettato soffre da alcuni anni di schizofrenia.
- Il colpevole dell'omicidio è il suo collega, l'ha uccisa perché aveva scoperto la verità su di lui.
- Il paziente della vittima la vede davanti all'ingresso della sua camera.
- Le musiche di quest'episodio sono di John Lennon.
  - Canzone iniziale: Beautiful Boy (Darling Boy) di John Lennon
  - Canzone finale: Watching the Wheels di John Lennon

## Libertyville
- Titolo originale: Libertyville
- Diretto da: Marcos Siega
- Scritto da: Kathy Ebel

### Trama
Il team riapre il caso del 1958 sulla morte di un giovane imprenditore appena sposato che stava per realizzare un progetto di edificazione chiamato Libertyville. Tuttavia, scoprono un oscuro segreto che la vittima aveva nascosto per molto tempo.
- Il colpevole dell'omicidio è il suo amico, l'ha ucciso perché la banca della vittima gli aveva respinto la domanda per comprare la casa per tutta la sua famiglia.
- La moglie della vittima lo vede in casa della sorella .
  - Canzone iniziale: Are You Havin' Any Fun di Tony Bennett
  - Canzone finale: This Land Is Your Land di Sharon Jones & The Dap-Kings

## Fuga da Cuba
- Titolo originale: Stealing Home
- Diretto da: Kevin Bray
- Scritto da: Danny Pino e Elwood Reid

### Trama
Il team riapre il caso del 1999 su un immigrato cubano che stava inseguendo la carriera da giocatore di baseball, dopo che un immigrato clandestino rivela di aver visto il corpo della vittima in un'altra posizione.
- Il colpevole dell'omicidio è suo cugino, l'ha ucciso per rabbia.
- La moglie della vittima lo vede allo stadio, durante la partita di suo figlio.
  - Canzone iniziale: 537 Cuba degli Orishas
  - Canzone finale: Vida Mas Sample di Nil Lara

## 22 novembre
- Titolo originale: November 22nd
- Diretto da: Jeannot Szwarc
- Scritto da: Ryan Farley

### Trama
Il team riapre il caso del 1963 su un giocatore di biliardo ucciso lo stesso giorno in cui è stato ucciso il presidente Kennedy. La squadra scopre che la vittima era stufa della vita da giocatore di biliardo.
- La colpevole dell'omicidio è la proprietaria del bar e sua amante, l'ha ucciso perché lui voleva smettere con le scommesse clandestine.
- La figlia della vittima lo vede nella sala dove si svolge il galà del biliardo.
- L'episodio ha somiglianze con il film del 1961 Lo spaccone.
  - Canzone iniziale: Green Onions di Booker T. & the M.G.'s
  - Canzone finale: My One and Only Love di John Coltrane

## La sottile linea blu(Prima e seconda parte)
- Titolo originale: The Long Blue Line (Part 1) e Into the Blue (Part 2)
- Diretto da: Roxann Dawson e Jeannot Szwarc
- Scritto da: Jennifer M. Johnson e Greg Placerman

### Trama
Alcuni resti umani trovati in un cimitero appartengono a una militare scomparsa nel 2005. Durante le indagini Lilly precipita da un ponte, rischiando di annegare.
- Quest'episodio è composto di due parti.
- Il colpevole dell'omicidio è il compagno di accademia della vittima, l'ha uccisa perché era geloso che i suoi compagni l'avessero accettata al suo posto.
- Il colpevole del tentato omicidio di Lilly è il maggiore dell'accademia militare, l'ha spinta giù in acqua perché aveva occultato il cadavere della ragazza.
- Il padre della vittima la vede con la divisa e col berretto della marina.
- Lo scambio verbale tra Lilly Rush e il comandante Murillo nella sede della polizia è lo stesso che avviene tra Jack Nicholson e il giudice della corte militare nel film Codice d’onore.
- Le musiche di entrambi gli episodi sono dei Pearl Jam.
- Ultima apparizione di Tania Raymonde nel ruolo di Frankie Rafferty.
  - Canzoni iniziali: Corduroy e Once dei Pearl Jam
  - Canzoni finali: Yellow Ledbetter e Black dei Pearl Jam